# Eucoenogenes
Eucoenogenes es un género de polillas tortrícidas perteneciente a la tribu Eucosmini, de la subfamilia Olethreutinae, orden Lepidoptera. Fue descrito por Edward Meyrick en 1939.

## Especies
- Eucoenogenes ancyrota (Meyrick, 1907)
- Eucoenogenes atripalpa Razowski, 2009
- Eucoenogenes bicucullus Pinkaew, 2005
- Eucoenogenes melanancalis (Meyrick, 1937)
- Eucoenogenes sipanga Razowski, 2009
- Eucoenogenes teliferana (Christoph, 1882)
- Eucoenogenes vaneeae Pinkaew, 2005